# Aspar
Flavius Ardaburius Aspar (? - 471), d’origine alaine, est un commandant militaire (magister militum), consul et patrice de l’Empire d'Orient, de religion arienne. Sous les empereurs Théodose II et Marcien, il combat les Vandales, les Perses en Arménie et les Huns dans les Balkans.

## Origine et enfance
Le sens du nom Aspar reste problématique. Il a été rapproché du moyen-perse aswar, qui signifie « cavalier ». Selon une autre hypothèse il dériverait d'une racine scytho-sarmate, *spar, signifiant « attaquer ».
Son père Ardaburius est un général alain, consul sous Théodose II. Dès son plus jeune âge, il exerce le métier des armes et suit son père dans ses campagnes.

## Sous le règne deThéodoseII
En 425, Aspar et son père sont envoyés en Italie par Théodose II, pour soutenir Valentinien III et sa mère Galla Placidia contre l'usurpateur Jean. Aspar marche sur Aquilée avec la cavalerie ; tandis que son père s'embarque avec l'infanterie pour aller assiéger Ravenne. Mais Jean capture son père Ardaburius, qui, cependant, profite de la liberté qu'on lui donne dans la cité où il est prisonnier pour se ménager des alliances. Ardaburius fait ensuite prévenir Aspar de s'approcher de la cité et, lorsque Aspar se présente, la cité tombe d'elle-même car Ardaburius se saisit de l'usurpateur. Trois jours plus tard, Aspar combat l'armée hunnique réunie par Aetius pour Jean, qu'il réussit à défaire.
Avec son père, il fait partie des personnages les plus puissants de l’empire sous le règne de Théodose II.
Il passe en Afrique pour soutenir le comte Boniface contre les Vandales de Genséric en 431. C'est un échec retentissant, et il repart pour Constantinople mais obtient le consulat en 434. Ses origines barbares et sa religion arienne lui interdisent toute possibilité de porter la pourpre lui-même ; il va donc organiser les futures élections d'empereur sous son autorité.

## Sous le règne de Marcien
Il est à l’origine de l’accession au trône de l’empereur Marcien, sénateur, ancien militaire thrace et ami de son père, en lui faisant épouser la sœur de Théodose II, Pulchérie en 450. Après le décès de Pulchérie en 453, Aspar est très influent. Il est fait patrice lorsque Marcien, qui avait été autrefois à son service, devient empereur. Il devient magister militum per orientem en 457. Alors que son fils Ardabur repousse une incursion arabe près de Damas et repousse les barbares en Thrace, Marcien vient à mourir. La succession de l'empereur prend dix jours. Malgré le choix évident d'Anthémius magister militum et gendre de Marcien, Aspar aurait peut-être reçu une offre de la part du Sénat pour devenir lui-même empereur ; mais il choisit un obscur soldat issu de ses troupes à la place.

## Sous le règne deLéonIer
Il organise alors la succession de Léon Ier, un officier thrace, en 457, mais, jusqu'à son renversement, en fait le co-régent.
En 459, Aspar fait construire une des grandes citernes qui caractérisent Constantinople et qui porte encore son nom, la citerne d'Aspar. Lors du terrible incendie qui ravage Constantinople en 465, Aspar mène la lutte contre l'incendie, et, s'il faut en croire le chroniqueur Jean Zonaras, donnant de sa personne, porte de l'eau lui-même sur ses épaules.
D'origine barbare, Aspar représente aux yeux des Romains une tutelle de plus en plus inacceptable sachant que c’est le cas pour l’Empire romain d’Occident, à l’époque sous le contrôle  de Ricimer. Il gouverne avec l'appui de Théodoric Strabon et des Ostrogoths qui lui fournissent une garde de bucellarii. Théodoric, futur roi des Ostrogoths, reçu comme otage pendant son enfance, reçoit l'enseignement d'Aspar.
Mais Léon Ier cherche, au milieu des années 460, à échapper à l’emprise des mercenaires alains et alamans sur son armée et à son influence. Il fait enrôler de nombreux soldats isauriens pour contrebalancer le pouvoir des armées germaniques dans ses troupes impériales. L'empereur accueille à la cour le chef d'un clan isaurien, Tarasicodissa, qui lui fournit des informations à propos d'un complot d'Ardabur avec les Perses , . L'Isaurien prend le nom grec de Zénon et épouse une des filles de l'empereur, Ariane en 466. Zénon se positionne contre le clan d'Aspar et crée la garde du corps des excubitores formée uniquement de sujets de l'Empire, Isauriens, Thraces et Illyriens.
Aspar perd de plus en plus de pouvoir. Il s'oppose à toute guerre contre les Vandales mais, en 468, l'empereur lance une expédition confiée à Basiliscus, le frère de l'impératrice Vérine. C'est un désastre mais Zénon garde toute son influence et devient maître des soldats pour l'Orient (magister militum per orientem), ce qui l'éloigne un temps de la cour. Aspar regagne alors de l'influence, son fils Patrice reçoit le titre de césar et épouse Léontia, la fille de Léon Ier en 470. Le peuple de Constantinople et le clergé, à l'annonce de ces évènements, provoquent des émeutes dans l'hippodrome de la ville. Ils refusent que le futur nouvel empereur ne soit pas orthodoxe. Aspar et Léon doivent assurer aux évêques que Patricius se convertira à l'orthodoxie avant de devenir empereur.
Ardabur, le fils aîné d'Aspar tente de corrompre les Isauriens mais il est trahi par un certain Martinus, qui avertit Zénon.
En 471, Léon Ier finit par choisir entre les deux clans de ces généraux. Il fait mettre à mort son ancien protecteur ainsi que ses fils Ardabur et Patricius par ses eunuques. Seul Erménéric échappe au massacre. Patricius survit à ses blessures, mais doit renoncer à son titre de césar et à son mariage avec Léontia.
À la suite de son assassinat, les partisans d'Aspar se révoltent avec Théodoric Strabon et ravagent la Thrace. Léon Ier doit traiter avec ce dernier en 473.

## Descendance

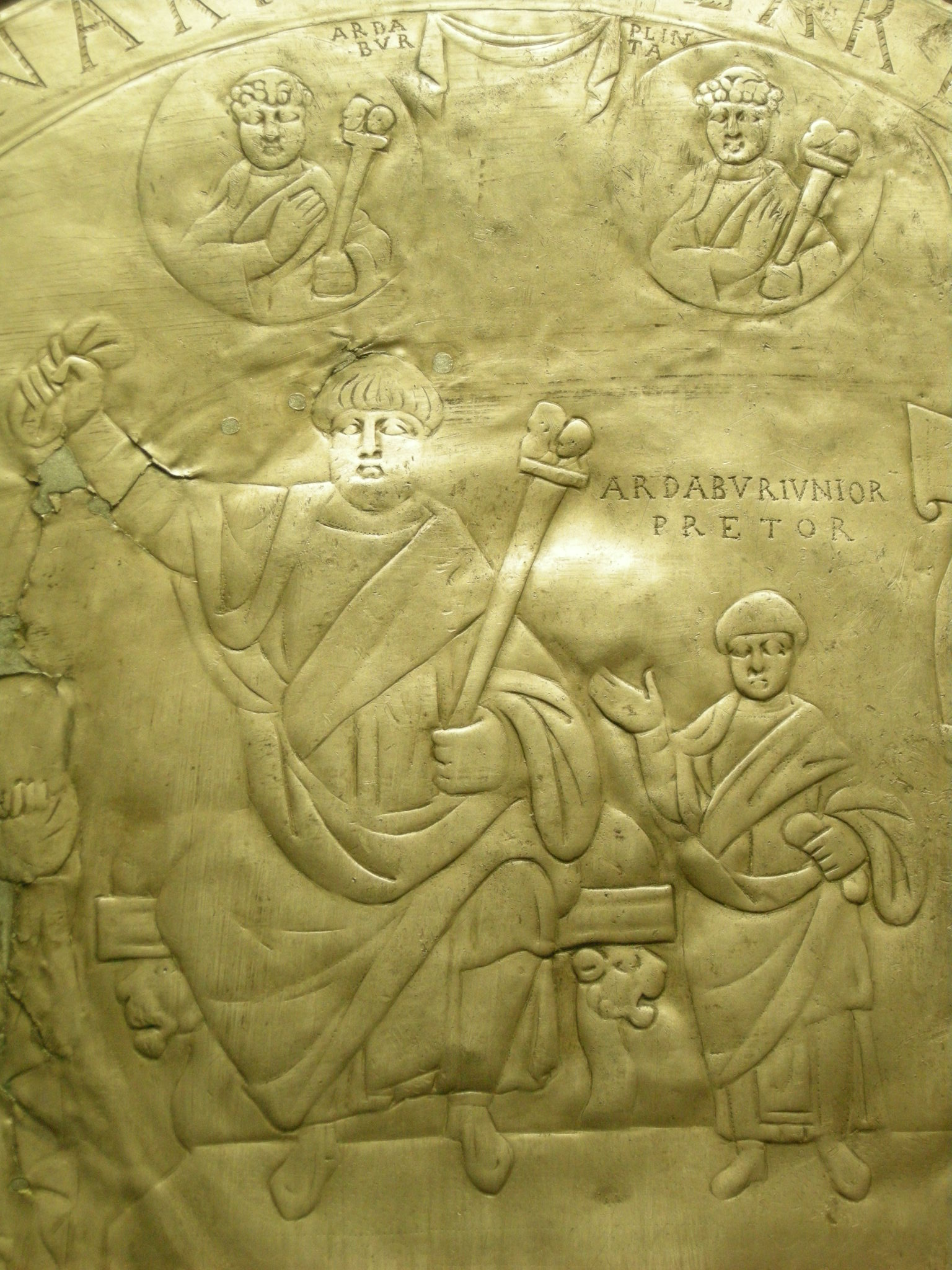
Détail du Missorium représentant Aspar et son fils Ardabur (vers 434) conservé au Musée archéologique de Florence

De son mariage avec une noble Gothe, tante de Théodoric Strabon, on lui connaît trois fils : Ardabur et Patrice, Erménéric. Il eut deux filles de deux autres épouses. Sa première épouse est la grand-tante de Théodoric le Grand.